# Illinois
Illinois (wymowa:/ˌɪlɪˈnɔɪ/ IL-i-noyⓘ) – stan w Stanach Zjednoczonych, w regionie Midwest, w Krainie Wielkich Jezior. Graniczy od północnego wschodu z jeziorem Michigan. Sąsiednie stany to Wisconsin na północy, Iowa i Missouri na zachodzie, Kentucky na południu i Indiana na wschodzie.
Jest najbardziej zaludnionym stanem Środkowego Zachodu i zajmuje szóste miejsce pod względem liczby ludności w kraju. Znaczna większość mieszkańców zamieszkuje obszar metropolitalny Chicago, który z populacją 9,3 mln jest trzecim co do wielkości obszarem metropolitalnym w Stanach Zjednoczonych (częściowo rozciąga się na stan Indiana). Znaczna część obszaru stanu pozostaje wiejska i słabo zaludniona. Stolicą stanu jest Springfield.
Illinois ma piąte najbardziej ruchliwe lotnisko w kraju i drugą co do wielkości sieć kolejową z prawie 7 tys. mil. Stan ma trzecią co do wielkości liczbę autostrad międzystanowych na prawie 2200 mil, a także około 1100 mil żeglownych dróg wodnych.
Z Illinois pochodziło czterech prezydentów Stanów Zjednoczonych: Abraham Lincoln, Ulysses S. Grant, Ronald Reagan i Barack Obama.
W stanie tym żyje drugie co do wielkości w USA skupisko Polaków (807 tys. w 2022).
Nazwa stanu pochodzi od nazwy indiańskiego plemienia Irokezów, oznacza „odważni ludzie”.

## Symbole stanu
- Dewiza: State sovereignty, national union („Stanowa suwerenność – narodowa jedność”)
- Przydomek: Prairie State („Stan Prerii”), The Land of Lincoln („Ziemia Lincolna”)
- Symbole: kwiat: fiołek; ptak: kardynał; drzewo: dąb biały.

## Historia
- 1673 – dotarli tu francuscy odkrywcy o. Jacques Marquette i Louis Jolliet
- 1699 – Francuzi odkryli indiańskie przedkolonialne miasto Cahokia
- 1763 – Illinois przeszło na własność Wielkiej Brytanii
- 1809 – powstało Terytorium Illinois z gubernatorem Ninianem Edwardsem
- 1812 – w czasie wojny z Indianami nastąpiła ewakuacja niewielkiego Fortu Dearborn (dzisiaj w centrum Chicago), ale załoga została zmasakrowana w pobliżu przez Indian ze szczepu Potawatomi
- 1818 – Illinois jako 21. stan dołączyło do Unii. W tym czasie naliczono ponad tysiąc Afroamerykanów, z czego 3/4 było niewolnikami[7]
- 1825 – otwarcie kanału Erie
- 1837 – Chicago otrzymało prawa miejskie. Liczyło 4 tys. mieszkańców
- 1845 – Galena, krajowy ośrodek wydobycia ołowiu, stała się największym miastem stanu
- 1858 – w szeregu debat publicznych zdobył popularność adwokat ze Springfield, Abraham Lincoln
- 1865 – pogrzeb Lincolna w Springfield
- 1871 – wielki pożar Chicago pochłonął większość miasta
- 1893 – Wystawa Światowa w Chicago zmieniła oblicze miasta
- 1900 – rzeka Chicago zmieniła swój bieg i zamiast nieść zanieczyszczenia metropolii do jeziora Michigan, niosło je odtąd do Mississippi i Zatoki Meksykańskiej
- 1900 – populacja w 10 lat wzrosła o prawie milion i zbliżała się do 5 mln, w tym 85 tys. (1,8%) stanowili Afroamerykanie[8]
- spis z 1910 wykazał, że głównymi miejscami urodzenia mieszkańców (poza stanem) były: Niemcy, Polska, Indiana i Imperium Rosyjskie[9]
- 1920–1930 – Wielka Migracja zwiększyła populację Afroamerykanów w Illinois o 81%[8]
- 1942 – 2 grudnia na University of Chicago dokonano pierwszej reakcji atomowej
- 1960 – ludność afroamerykańska osiągnęła 10% populacji (ponad 1 mln na 10 mln mieszkańców)[8]
- 1968 – studenckie zamieszki w Chicago
- 1974 – ukończono budowę Sears Tower, wówczas najwyższego budynku na świecie
- 1992 – kanały komunikacyjne pod miastem zalane zostały wodami rzeki Chicago
- 1992 – wybrano pierwszą Afroamerykankę do Senatu Stanów Zjednoczonych – Carol Moseley Braun[7]

## Geografia

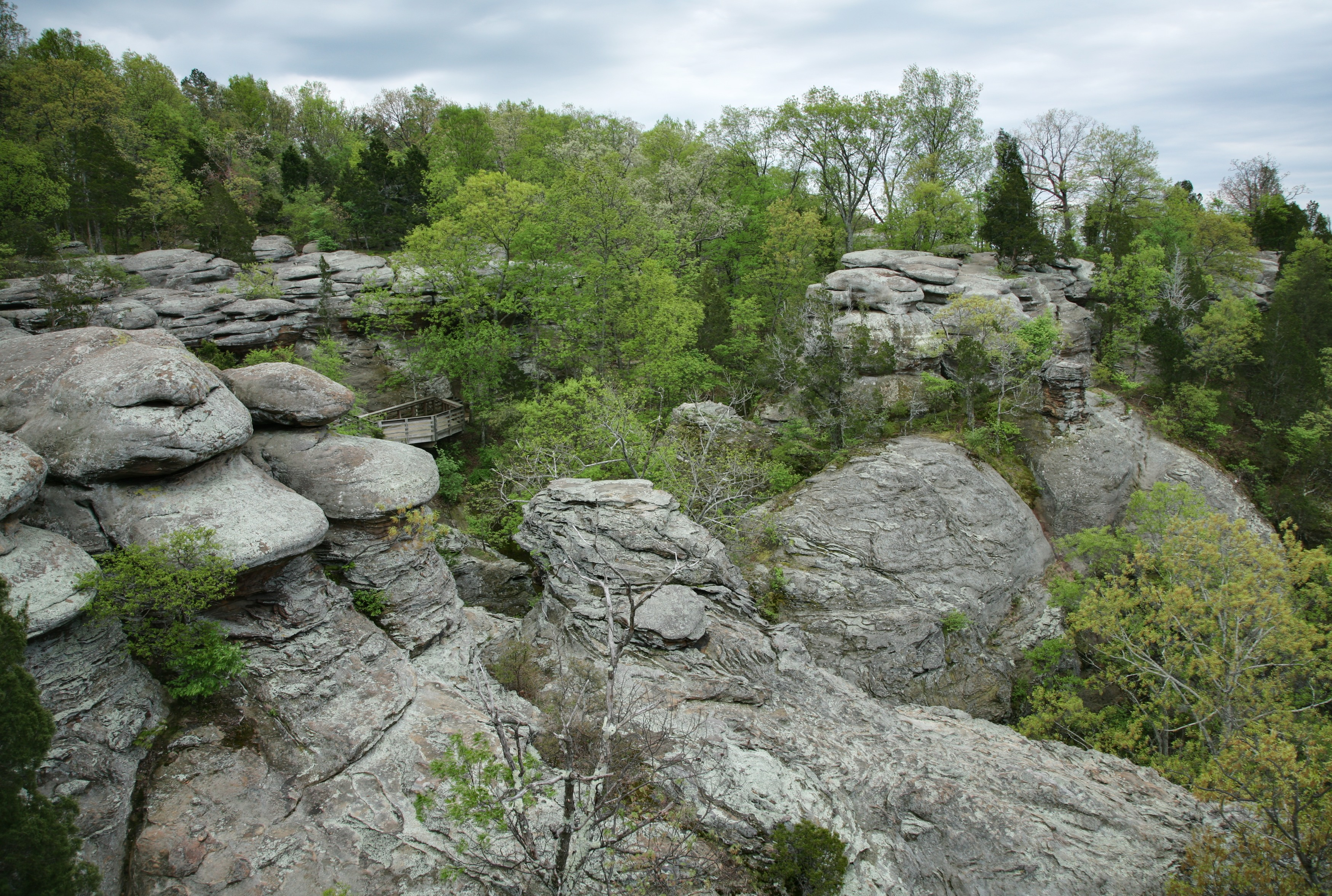
Typowy krajobraz kamiennych wąwozów zalesionych koryt rzek w Illinois, Shawnee National Forest

Powierzchnia Illinois jest mocno wypłaszczona, a najwyższym wzniesieniem jest Charles Mound (376 m n.p.m.) leżący w północno–zachodnim rogu stanu. Prawie całą zachodnią granicę stanu wyznacza rzeka Missisipi.
System śródlądowych dróg wodnych stanu łączy Wielkie Jeziora z rzekami Missisipi i Ohio, łącząc środkowe Stany Zjednoczone z Oceanem Atlantyckim i Zatoką Meksykańską.
- Klimat: kontynentalno-morski z mroźnymi zimami i obfitymi opadami śniegu, oraz z ciepłymi, wilgotnymi i czasem gorącymi latami
- Główne rzeki: Missisipi, Ohio, Illinois, Wabash, Rock, La Moine
- Liczba parków stanowych: 187

### Podział administracyjny
Stan Illinois podzielony jest na 102 hrabstwa, z których największym, zarówno pod względem ludności, jak i powierzchni, jest hrabstwo Cook, na terenie którego położona jest większość aglomeracji Chicago.

## Demografia

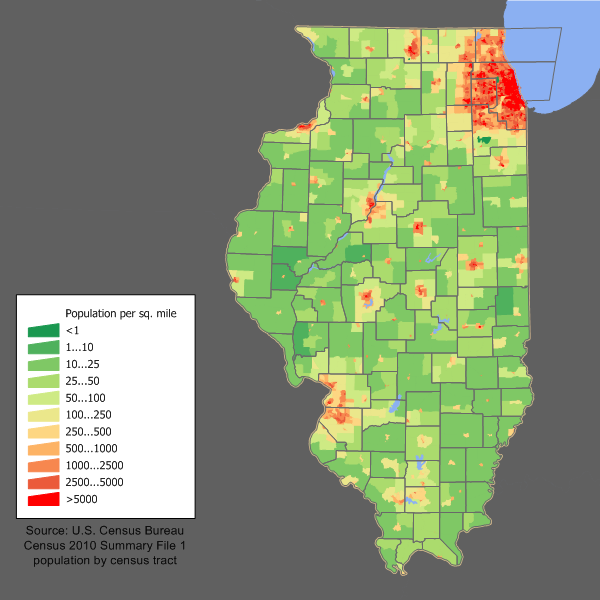
Mapa gęstości zaludnienia

Spis ludności z roku 2020 stwierdza, że stan Illinois liczy 12 812 508 mieszkańców, co oznacza spadek o 18 124 (-0,1%) w porównaniu z poprzednim spisem z roku 2010, oraz wzrost o 393 215 (3,2%) w porównaniu ze spisem z roku 2000. Dzieci poniżej piątego roku życia stanowią 5,9% populacji, 22,2% mieszkańców nie ukończyło jeszcze osiemnastego roku życia, a 16,1% to osoby mające 65 i więcej lat. 50,9% ludności stanu stanowią kobiety.
W latach 2020–2023 populacja skurczyła się o 264 tysiące. 2,1% spadku populacji Illinois od 2020 r. jest drugim co do wielkości po Nowym Jorku, który odnotował spadek o 3,1%. Według sondaży głównym powodem opuszczania stanu przez mieszkańców są wysokie podatki. Duża część straty populacji zostaje zrekompensowana przez napływ imigrantów spoza USA. W latach 2022–2023 Chicago m.in. przyjęło 19 tys. migrantów z Wenezueli i ponad 30 tys. uchodźców z Ukrainy.

### Język
W 2010 roku najpowszechniej używanymi językami są:
- język angielski – 78,26%,
- język hiszpański – 12,74%,
- język polski – 1,64%.

### Rasy i pochodzenie
Według danych pięcioletnich z 2022 roku, 65,8% mieszkańców stanowi ludność biała (59,6% nie licząc Latynosów), 13,9% to czarnoskórzy Amerykanie lub Afroamerykanie, 7,5% było rasy mieszanej, 5,8% to Azjaci, 0,44% to rdzenna ludność Ameryki i 0,04% to Hawajczycy i mieszkańcy innych wysp Pacyfiku. Latynosi stanowią 17,8% ludności stanu.
Największe grupy stanowią osoby pochodzenia niemieckiego (16,5%), meksykańskiego (13,8%), afroamerykańskiego, irlandzkiego (10,7%), polskiego (6,3%), angielskiego (6,3%), włoskiego (5,5%) i „amerykańskiego” (3,4%). Obecne są także duże grupy osób pochodzenia hinduskiego (258,1 tys.), afrykańskiego lub arabskiego (230,6 tys.), szwedzkiego (226,2 tys.), europejskiego (nieokreślonego) (222,5 tys.), francuskiego lub francusko–kanadyjskiego (220,8 tys.), portorykańskiego (208,9 tys.), szkockiego lub szkocko–irlandzkiego (207,4 tys.), rosyjskiego lub ukraińskiego (154 tys.), norweskiego (137,4 tys.), chińskiego (136,9 tys.), czeskiego lub słowackiego (133,8 tys.), holenderskiego (132,6 tys.) i filipińskiego (130,2 tys.).
Według danych spisowych z 2010 roku, 979,8 tys. (7,7%) osób deklarowało pochodzenie polskie.  

### Miejscowości
Na terenie stanu Illinois znajduje się 1298 miast (city lub town) i wsi (village), w tym jedno o liczbie ludności przekraczającej 1 000 000, 8 powyżej 100 000 mieszkańców, 224 powyżej 10 000 mieszkańców, a 656 powyżej 1000 mieszkańców (2021 r.).
Lista miejscowości zamieszkanych przez 25 000 lub więcej osób (2021 r.):

- Chicago (2 696 555)
- Aurora (179 266)
- Joliet (150 372)
- Naperville (149 104)
- Rockford (147 711)
- Elgin (113 911)
- Springfield (113 394)
- Peoria (111 666)
- Champaign (89 114)
- Waukegan (88 614)
- Cicero (83 161)
- Bloomington (78 283)
- Evanston (77 517)
- Schaumburg (77 082)
- Arlington Heights (76 000)
- Bolingbrook (73 597)
- Decatur (69 646)
- Skokie (66 422)
- Palatine (66 321)
- Des Plaines (59 459)
- Orland Park (57 850)
- Oak Lawn (57 013)
- Berwyn (55 772)
- Mount Prospect (55 541)
- Tinley Park (54 864)
- Normal (53 594)
- Oak Park (53 224)
- Wheaton (53 126)
- Hoffman Estates (51 350)
- Downers Grove (49 654)
- Glenview (47 856)
- Plainfield (45 398)
- Elmhurst (45 326)
- Lombard (43 891)
- Buffalo Grove (42 794)
- Moline (42 418)
- Belleville (41 751)
- Bartlett (40 539)
- DeKalb (40 486)
- Romeoville (40 469)
- Crystal Lake (40 411)
- Carol Stream (39 333)
- Quincy (39 131)
- Park Ridge (38 810)
- Urbana (38 681)
- Streamwood (38 651)
- Wheeling (38 499)
- Carpentersville (37 598)
- Hanover Park (36 774)
- Rock Island (36 636)
- Addison (35 353)
- Oswego (35 316)
- Calumet City (35 159)
- Northbrook (34 587)
- Woodridge (33 826)
- St. Charles (33 009)
- Glendale Heights (32 796)
- O’Fallon (32 292)
- Elk Grove Village (32 066)
- Mundelein (31 560)
- Pekin (31 448)
- Gurnee (30 521)
- Niles (30 345)
- Highland Park (30 177)
- North Chicago (30 029)
- Algonquin (29 944)
- Galesburg (29 712)
- Lake in the Hills (28 945)
- Burbank (28 789)
- Danville (28 787)
- Glen Ellyn (28 533)
- Lansing (28 379)
- Huntley (28 008)
- Wilmette (27 587)
- Granite City (27 484)
- New Lenox (27 477)
- McHenry (27 372)
- Round Lake Beach (27 081)
- Chicago Heights (26 905)
- Oak Forest (26 793)
- Vernon Hills (26 786)
- Lockport (26 118)
- Batavia (26 092)
- Woodstock (25 646)
- Alton (25 422)
- West Chicago (25 370)
- Edwardsville (25 218)
- Belvidere (25 134)

### Religia
Struktura religijna w 2014 roku:
- protestanci – 43%:
  - ewangelikalni – 20%,
  - głównego nurtu – 16%,

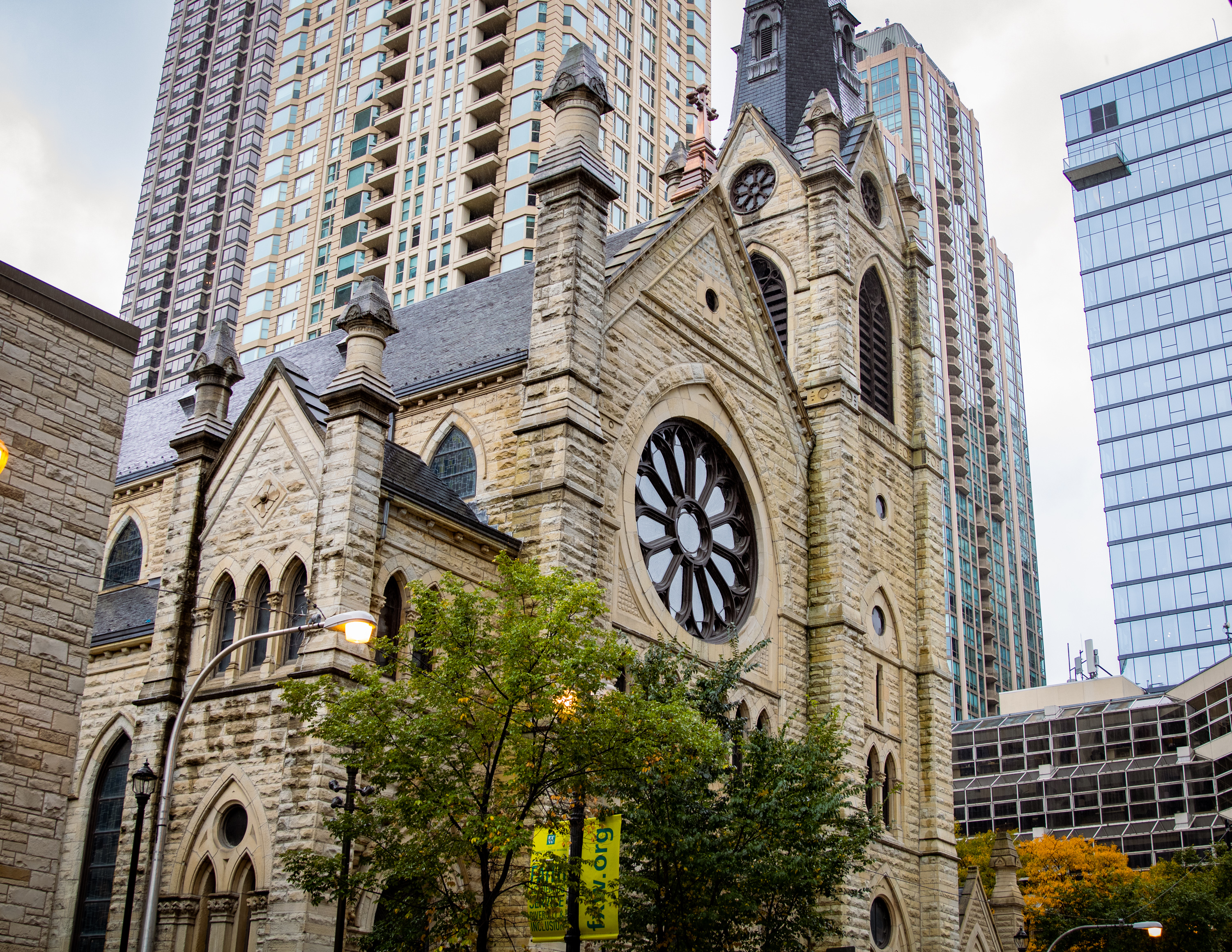
Katedra Najświętszego Imienia Jezus w Chicago

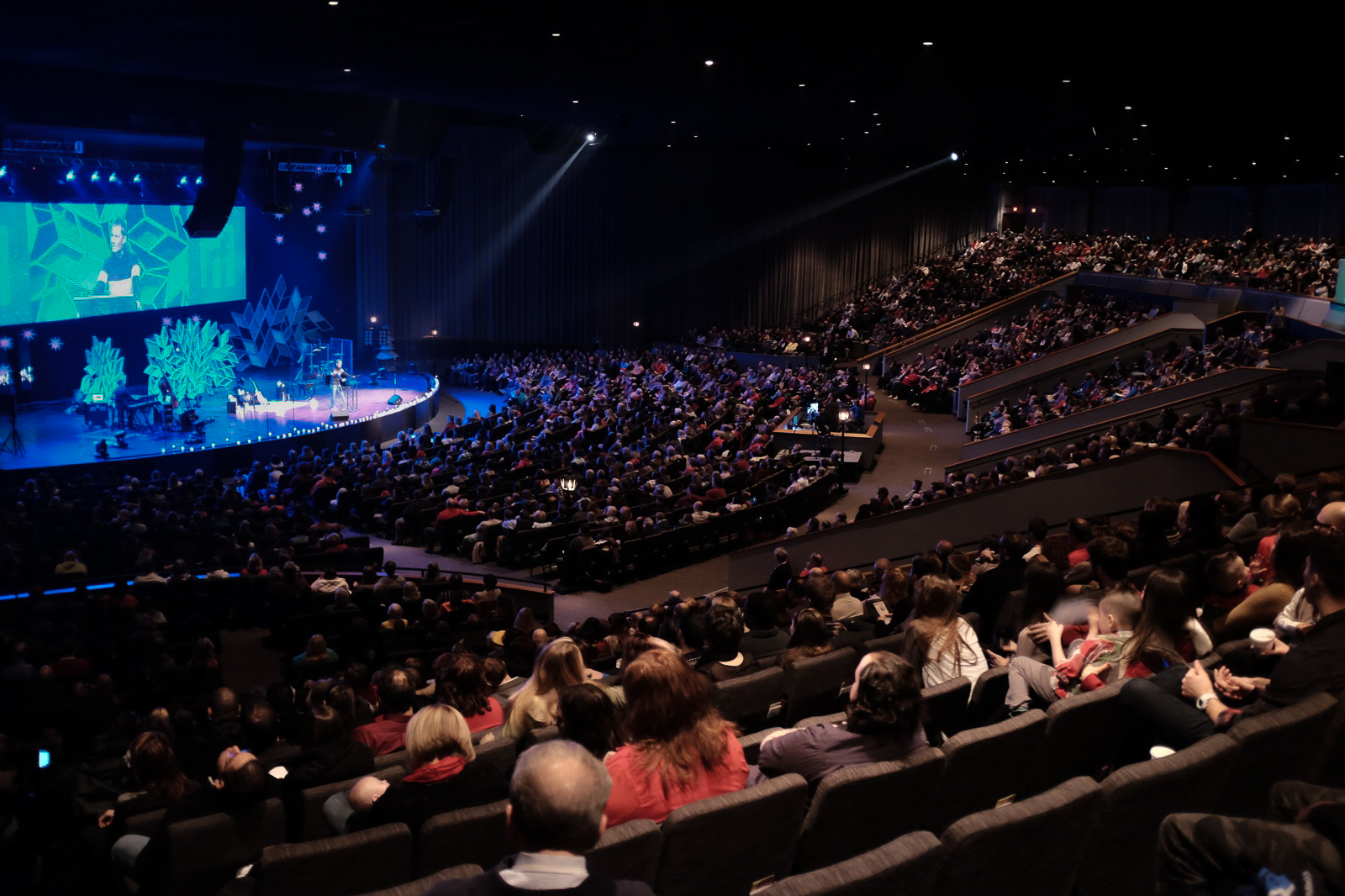
Wnętrze zielonoświątkowego megakościoła City First Church w Rockford

  - historyczni czarni protestanci – 7%,
- katolicy – 28%,
- brak religii – 22% (w tym: 4% agnostycy i 3% ateiści),
- inne religie – 7% (w tym: muzułmanie, żydzi, świadkowie Jehowy, mormoni, hinduiści, prawosławni, buddyści, scjentyści, unitarianie uniwersaliści, New Age, Kościół Jedności, bahaiści, irwingianie, sikhowie i spirytualiści[20]).

Illinois ma piątą co do wielkości populację katolików w USA, z najsilniejszą koncentracją w aglomeracji Chicago, gdzie liczba katolików i protestantów jest porównywalna. Kościół katolicki jest bezkonkurencyjnie największą pojedynczą organizacją w Illinois.
Do największych ewangelikalnych kościołów (z ponad 100 tys. członków) należą: lokalne kościoły bezdenominacyjne, Południowa Konwencja Baptystów, Kościół Luterański Synodu Missouri, Kościoły Chrystusowe i zielonoświątkowe Zbory Boże. Protestantyzm głównego nurtu obejmuje takie związki wyznaniowe, jak: Zjednoczony Kościół Metodystyczny, Kościół Ewangelicko-Luterański w Ameryce i Zjednoczony Kościół Chrystusa. Czarni protestanci to przeważnie różne kościoły baptystyczne i zielonoświątkowe.
Chicago posiada drugą co do wielkości (po Nowym Jorku) społeczność muzułmańską w Stanach Zjednoczonych. Według danych spisowych z 2020 roku stan Illinois jest domem dla 473,8 tys. muzułmanów (3,7% populacji).

## Gospodarka

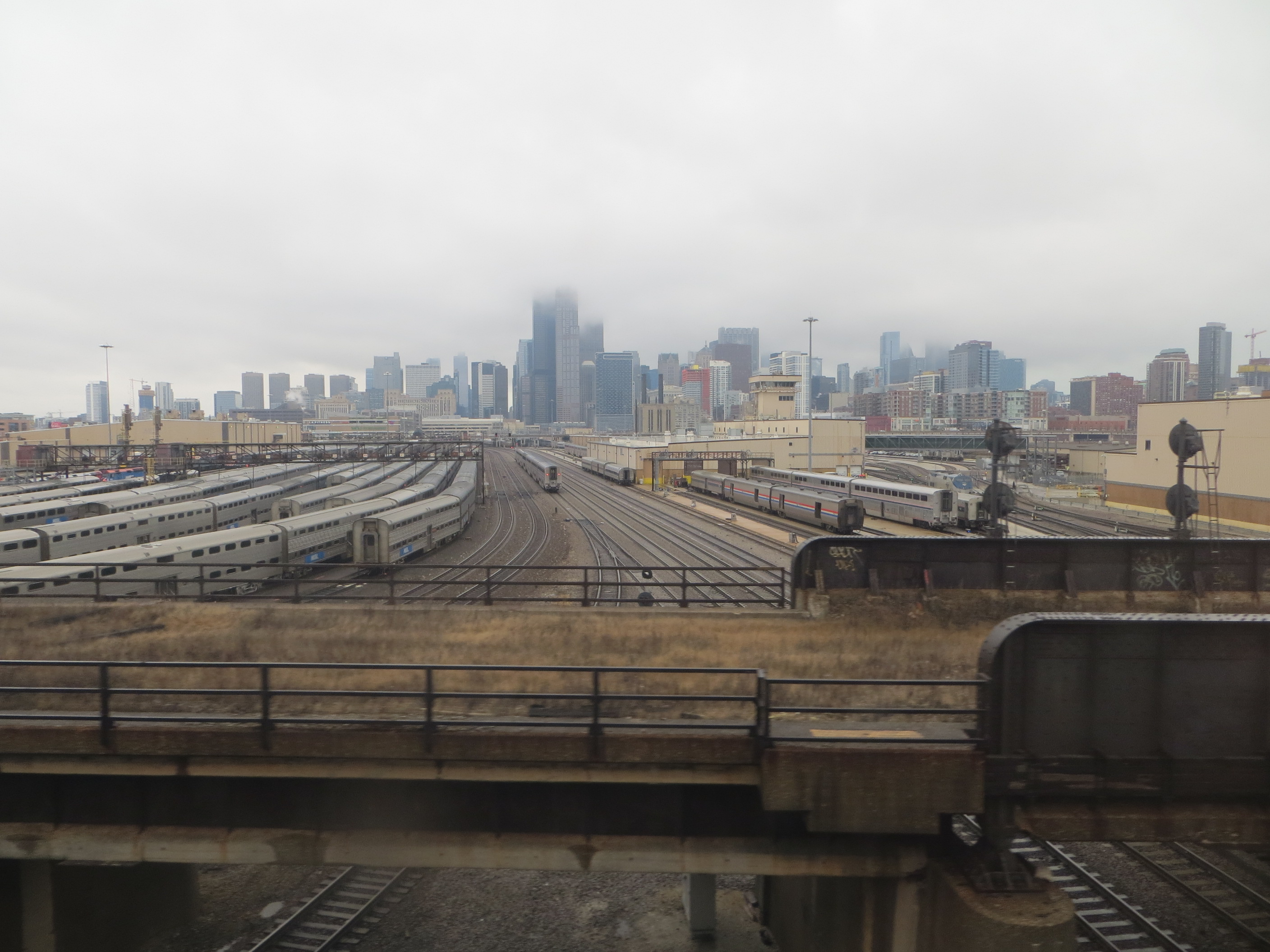
Kolejowa grupa odstawcza w Chicago

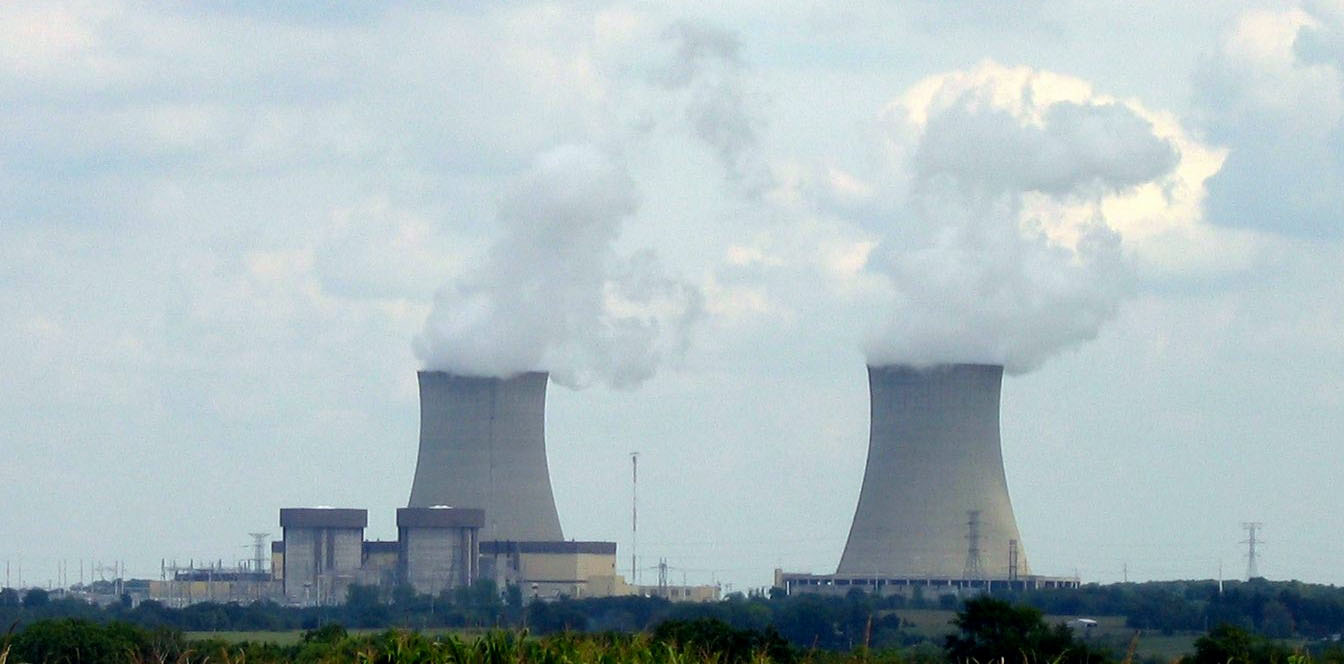
Elektrownia jądrowa Byron w hrabstwie Ogle

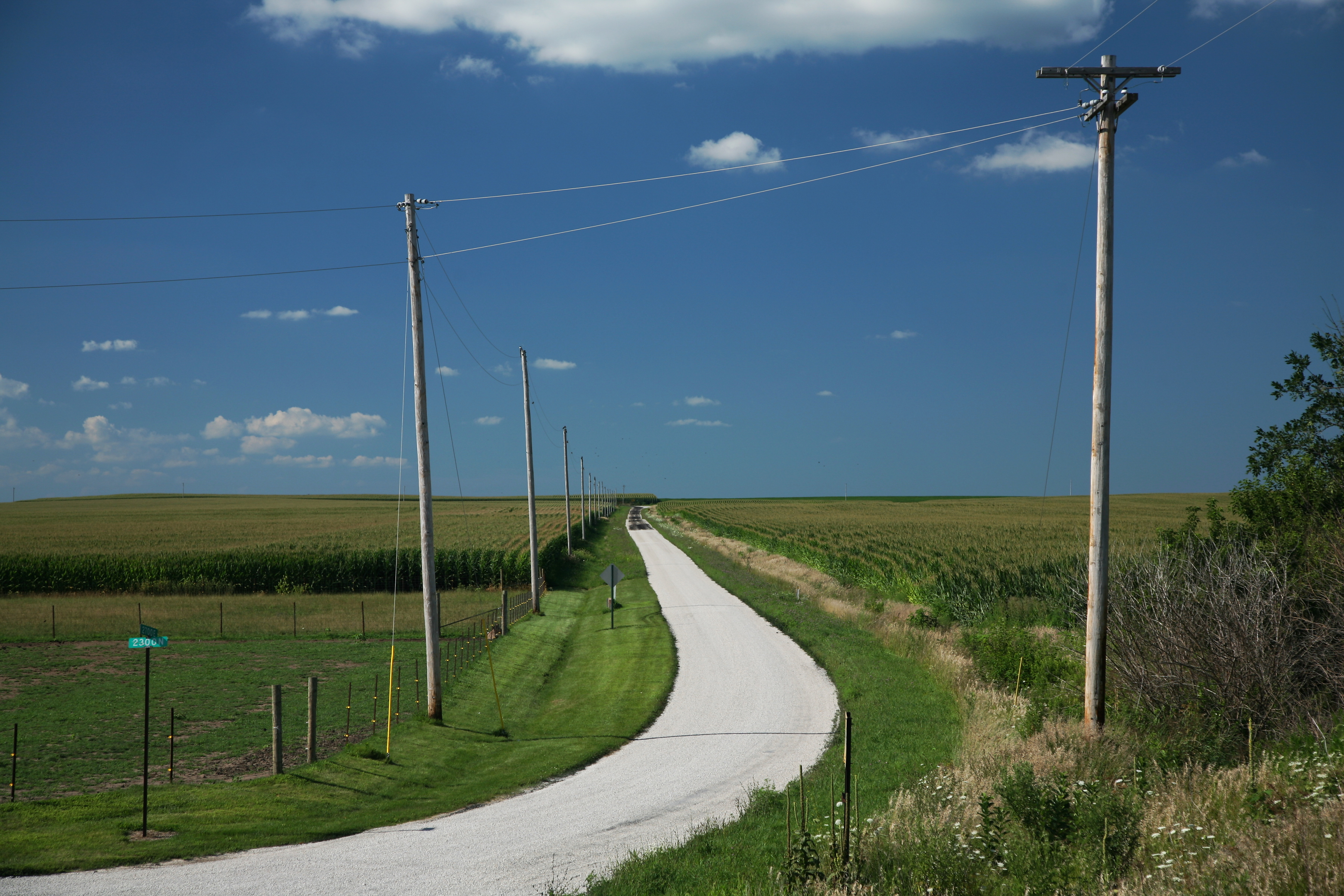
Pola kukurydzy w hrabstwie Champaign

Ze względu na swoje centralne położenie i rozległą sieć transportową, Illinois odgrywa ważną rolę w gospodarce kraju. Jest kluczowym węzłem transportu ropy naftowej i gazu ziemnego w całych Stanach Zjednoczonych. Stan jest głównym producentem energii elektrycznej i ma największą liczbę elektrowni jądrowych w kraju.
Według badania z 2022 roku, stan posiada najwyższe podatki od nieruchomości w USA.

### Przemysł i bogactwa naturalne
Przemysł chemiczny, maszynowy oraz spożywczy i napojów mają największy udział w wytwarzaniu produktu krajowego brutto (PKB) stanu. Inne ważne gałęzie przemysłu obejmują rafinację ropy naftowej, wydobycie węgla i produkcję metali pierwotnych.
Illinois posiada drugie po Montanie, co do wielkości szacowane zasoby węgla w kraju. Jest też drugim po Wirginii Zachodniej producentem węgla kamiennego. Stan posiada czwartą co do wielkości zdolność rafinacji ropy naftowej, jednak wydobycie i stan zasobów pozostają skromne.

### Energia
W 2019 r. 54% energii elektrycznej w stanie Illinois wytwarzało 6 stanowych elektrowni jądrowych z 11 reaktorami. Elektrownie węglowe były drugim co do wielkości dostawcą energii elektrycznej w Illinois w ciągu ostatniej dekady. Jednak udział węgla konsekwentnie zmniejsza się wytwarzając 27% energii w 2019 roku. Za pozostałą produkcję energii elektrycznej w stanie odpowiadają głównie gaz ziemny i energia wiatrowa.

### Rolnictwo i hodowla
Około 75% powierzchni stanu jest wykorzystywana w celach rolniczych. Soja i kukurydza, najważniejsze uprawy w stanie, stanowią surowiec dla wielu zakładów produkujących etanol i biodiesel.
- uprawy – kukurydza, soja, pszenica, dynia, ziemniaki
- hodowla – trzoda chlewna, bydło mleczne, drób[23]

W 2020 roku stan Illinois odpowiadał za 41% krajowych plonów dyni (na czele z hrabstwami Mason i Tazewell).

### Handel
- giełda – Chicago Mercantile Exchange
- port pełnomorski – Calumet Harbor w Chicago

## Uczelnie
- Uniwersytet Chicagowski
- Uniwersytet Illinois w Urbanie i Champaign
- Uniwersytet Illinois w Chicago
- Northwestern University
- Northeastern Illinois University
- Uniwersytet Loyola w Chicago
- DePaul University
- National Louis University

## Interesujące miejsca
- cmentarzysko Indian Dickson Mounds w pobliżu Lewistown
- dom Abrahama Lincolna w Springfield
- Oak Park, miasteczko, w którym 25 domów wzniósł Frank Lloyd Wright
- budynek kapitolu stanowego w Springfield
- w Chicago: Art Institute of Chicago, Shedd Aquarium, Adler Planetarium, Muzeum Historii Naturalnej w Chicago, Museum of Science & Industry, Bicentennial Park, Grant Park z Buckingham Fountain, Water Tower, Lincoln Zoo, kampusy uniwersyteckie Uniwersytetu Chicagowskiego i Northwestern University